# Lancelot Volders

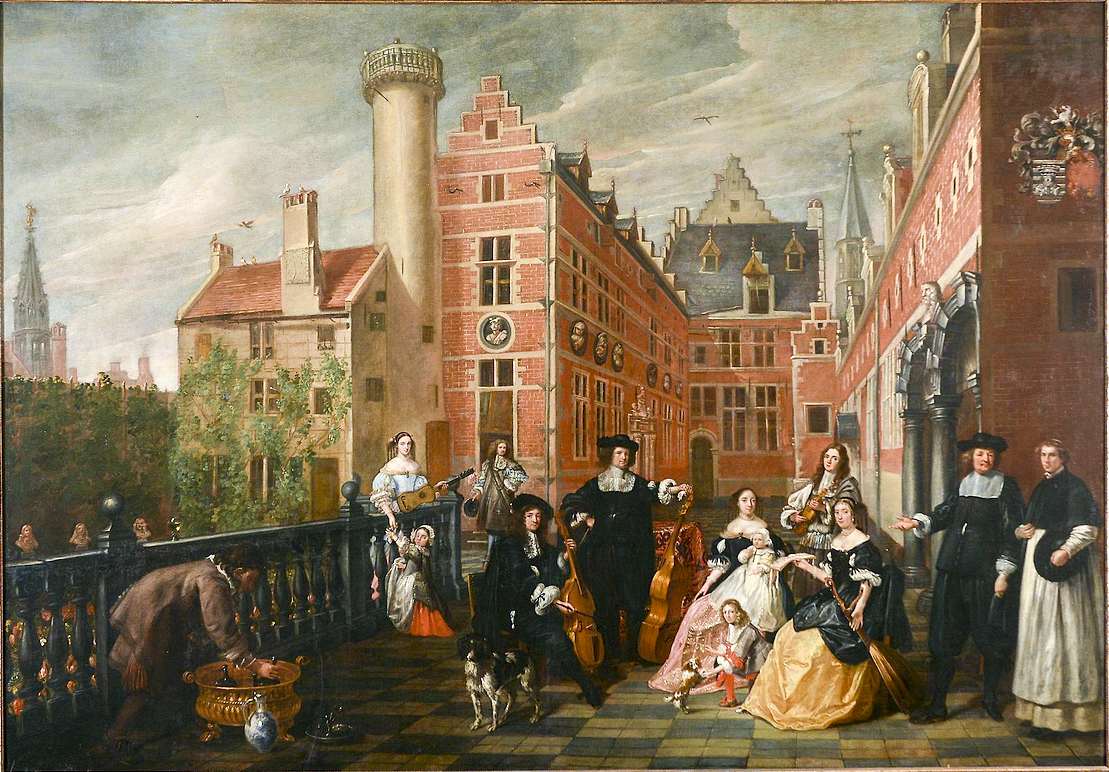
Familieportret met prins op de binnenplaats van een Brussels paleis (1666), Museum van de stad Brussel

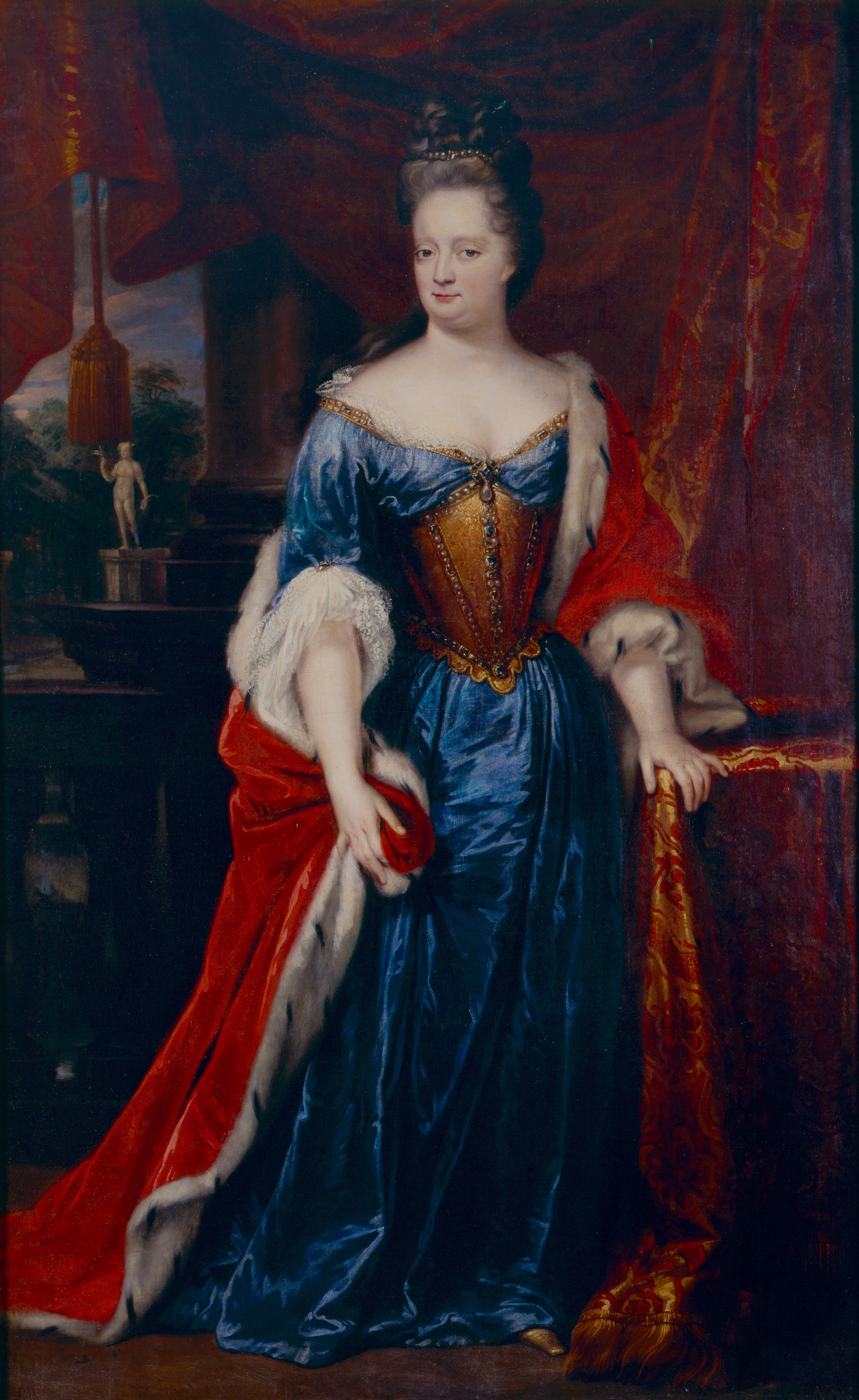
Schilderij van prinses Henriëtte Amalia van Anhalt-Dessau, deel van de portrettengalerij van de Friese Nassau's in het Stadhouderlijk Hof te Leeuwarden

Maria Louise van Hessen-Kassel door Lancelot Volders

Lancelot Volders, ook foutief als Louis Volders bekend, (gedoopt in Brussel, 10 maart 1636 - aldaar begraven, 23 maart 1723) was een Zuid-Nederlands kunstschilder.
Volgens het Rijksbureau voor Kunsthistorische Documentatie is deze Lancelot zo goed als zeker dezelfde persoon als Louis Volders. Voorheen bestond daar twijfel over en circuleerde de hypothese dat het om vader en zoon ging. In de literatuur is Lancelot Volders ook onder de voornamen 'Jan' en 'François' vermeld, op basis van een verkeerde lezing van zijn initiaal. De meeste aan hem toegeschreven schilderijen zijn op de achterzijde gesigneerd "L Volders" en in een geval "Louis Volders". Op een portret is "L. Volders pinxit Bruxelles 1691" geschreven.

## Levensloop
Hij was een leerling van Gaspard de Crayer en werd in 1657 een meester in het Brusselse gilde. Volgens de Dictionaire des peintres belges was hij actief tot rond 1703. Victor Honoré Janssens was op zijn beurt zeven jaar lang de leerling van Lancelot Volders (1676). Hij leidde ook minder bekende figuren op als François Thierlincx (1663), Johannes de Reyff (1677) en Marc de Vos (1677).
Volders werkte vanaf ongeveer 1700 in opdracht van het Stadhouderlijk hof in Leeuwarden. Hij werd hofschilder van Hendrik Casimir II van Nassau-Dietz, wellicht gerekruteerd door de Friese prinses Henriëtte Amalia van Anhalt-Dessau tijdens haar bezoek aan Brussel in 1689. Mogelijk bleef Volders in Brussel werken en schilderde hij de leden van de stadhouderlijke familie daar (bijvoorbeeld Johan Willem Friso in 1707), maar evengoed kan hij daarvoor naar Leeuwarden zijn gereisd. In Leeuwarden zelf zijn geen sporen van zijn verblijf gevonden, behalve een "Volders camer" op een inventaris van het Stadhouderlijk Hof. De laatste werken van Louis Volders worden door Rudi Ekkart in 1713 gedateerd, maar volgens andere bronnen is Louis Volders in 1711 gestorven.
De meeste aan hem toegeschreven schilderijen zijn op de achterzijde gesigneerd "L Volders" en in een geval "Louis Volders". Op een portret is "L.Volders pinxit Bruxelles 1691" geschreven, wat suggereert dat Volders in Brussel werkte en de leden van de Stadhouderlijke familie ofwel daar schilderde, zoals met Johan Willem Friso in in 1707 het geval was, of geregeld naar Leeuwarden reisde. In Leeuwarden zelf zijn geen sporen van bewoning worden gevonden, behalve een "Volders camer" op een inventaris van het Stadhouderlijk Hof.
In de collecties van de Duitse en Nederlandse afstammelingen van de Friese stadhouders, het Nederlandse koningshuis, zijn een aantal portretten van de hand van Volders bewaard gebleven. In het Rijksmuseum in Amsterdam bevinden zich miniatuurportretten naar zijn schilderijen. Werken van zijn hand zijn ook in collecties Van Eysinga (nu in het Fries Museum) en Van Sminia (nu H.W. Herwarth von Bittenfeld) aanwezig.
Van Volders zijn ook een aantal groepsportretten bekend (musicerende families, soms bij hun residentie; stadsmagistraten) en enkele religieuze taferelen.

## Werk
Onder het werk van Volders in publieke collecties bevinden zich:
- Groepsportret van een musicerende familie (1665) in het Nagasaki Prefectural Art Museum, Nagasaki
- Familieportret op het binnenplein van een Brussels paleis (1666) in het Museum van de stad Brussel[3]
- Familieportret in het Museo Lazaro Galdiano, Madrid
- De heilige Aya in aanbidding voor de heilige Drievuldigheid (1673) in de Brusselse Kapellekerk
- Groepsportret van de Familie Bathurst in de Finchcocks Collection (Goudhurst, Kent)
- Vier vorstenportretten in het Stadhouderlijk Hof van Leeuwarden
- Vereffening der Gelden. Zeven heren omheen een tafel geportretteerd bij het voorleggen van de rekeningen (1703) in het Museum M te Leuven (vroeger in het stadhuis)
- Jezus aan het kruis (1703) in het Museum M te Leuven (vroeger Sint-Pieterskerk)